# Acraea moliwensis
Acraea moliwensis är en fjärilsart som beskrevs av Embrik Strand 1814. Acraea moliwensis ingår i släktet Acraea och familjen praktfjärilar. Inga underarter finns listade i Catalogue of Life.